# NGC 3179
NGC 3179 este o galaxie lenticulară situată în constelația Ursa Mare. A fost descoperită în 25 ianuarie 1851 de către William Parsons, 3rd Earl of Rosse⁠(d).